# Língua tocodede
O tocodede é uma das "línguas regionais" de Timor-Leste, falada por cerca de 39 mil pessoas no distrito de Liquiçá. O tocodede é de origem austronésica ou malaio-polinésia e, nos últimos anos, tem vindo a perder falantes.
O primeiro texto com uma extensão significativa publicado em língua tocodede parece ter sido “Peneer meselo laa Literatura kidia-laa Timór”, traduzido por João Paulo T. Esperança, Fernanda Correia e Cesaltina Campos a partir de um artigo original de João Paulo T. Esperança intitulado “Um brevíssimo olhar sobre a Literatura de Timor”. A versão em tocodede foi publicada no suplemento literário Várzea de Letras, publicado pelo Departamento de Língua Portuguesa da UNTL, em Díli, edição de Dezembro de 2005.
Têm o estatuto de "línguas oficiais" de Timor-Leste o tétum e o português.